# Степановка (Саргатский район)
Степановка — деревня в Саргатском районе Омской области. Входит в состав Андреевского сельского поселения.

## История
Основана в 1912 г. В 1928 г. состояло из 43 хозяйств, основное население — русские. В составе Истемисского сельсовета Саргатского района Омского округа Сибирского края.

## Население
| 1926 | 2010 |
| ---- | ---- |
| 260  | ↘54  |